# Jens Zetlitz
Jens Zetlitz (* 26. Januar 1761 in Stavanger, Rogaland; † 14. Januar 1821 in Kviteseid, Telemark) war ein norwegischer Pfarrer, Dichter und ein Vertreter der Aufklärung.

## Familie
Seine Eltern waren der Regimentsfeldscher Sigismundus Zetlitz (1725–1762) und dessen Frau Mette Christine Magnus (1735–1772). In erster Ehe heiratete er am 10. September 1791 in Lye Maren Elisabeth („Elisa“) Bull (11. September 1761 – 20. Januar 1801), Tochter des Propstes Jens Bull (1718–1804) und seiner Frau Axeliane Christine Smith (1737–1762). In zweiter Ehe heiratete er am 31. März 1802 in Vikedal Christiane Sophie Fasting von Krogh (9. Februar 1780 – 11. Februar 1867), Tochter des Oberst und späteren Generalmajor Søren de Fine von Krogh (1724–1795) und seiner Frau Catharina Nicolava Frørup (1741–1803).

## Leben
Jens Zetlitz wuchs zunächst in Stavanger auf. Sein Vater verstarb früh und seine Mutter heiratete schnell erneut. Sein Stiefvater sorgte dafür, dass Zetlitz an der Kathedralschule in Bergen aufgenommen wurde. Nach dem Tod seines Stiefvaters, nahm sich der Pfarrer und spätere Bischof Johan Nordahl Brun seiner an, der ihm einen Essensplatz für arme Schüler verschaffte. Dieser machte großen Eindruck auf Zetlitz, der 1805 die erste Biografie über den Bischof verfasste. 1780 bestand er an der Universität Kopenhagen das Examen artium. Danach nahm er das Theologiestudium auf. Gleichzeitig war er literarisch sehr interessiert und war häufiger Gast in Det Norske Selskab in Kopenhagen. Dort war er als Liedersänger gern gesehen. Seine Trinklieder waren unter den Studenten sehr populär. Seine Gedichte konnten auch kritisch bis zur Opposition sein. Aber er schloss sich trotz seines ausgeprägten Patriotismus nie einer oppositionellen, königsfeindlichen oder separatistischen Strömung an. Er verfasste auch ernste Lyrik, wie En norsk Vinter (ein norwegischer Winter) oder Til Vaaren (an den Frühling). Geldnot zwang ihn aber nach kurzer Zeit zur Heimreise. Dort wurde er an verschiedenen Stellen Hauslehrer. 1786 ging er zurück nach Stavanger und verlobte sich mit Elisa Bull. Sein künftiger Schwager Gabriel Kielland unterstützte ihn finanziell, und so konnte er sein Studium in Kopenhagen ab 1788 fortsetzen. Er kam wieder in „Det norske Selskab“ und erhielt dort den Beinamen „Glædens muntre Sanger“ (Der Freude munterer Sänger). 1789 legte er sein Staatsexamen ab und veröffentlichte seinen ersten Gedichtband Poesier. Der Gedichtband zeigt eine große Breite seiner dichterischen Fähigkeiten. Er wurde 1790 persönlicher Kaplan des Pfarrers in Lye und heiratete Elisa Bull. Sie wurde Quelle seiner Inspiration. Durch sie war er nun mit der in Stavanger und Umgebung mächtigen Familie Kielland verschwägert. Ab 1800 war Zetlitz Pfarrer in Vikedal in Ryfylke und ab 1811 bis zu seinem Tod in Kviteseid in Telemark. Als Elisa 1801 starb, versiegte sein dichterischer Elan.
Begraben ist er auf dem Friedhof der Kviteseid gamle kirke.

## Literarisches Wirken
Seine besten Texte gehören dieser Zeit von 1790 bis 1801 an. Sein Sange for den norske Bondestand (Lied für den norwegischen Bauernstand) von 1795 wurde sehr populär. Darin pries der den norwegischen Odalsbauern in warmer Vaterlandsliebe. Aber dieser Odalsbauer war des Königs treuer Gefolgsmann. Damit stand er am Anfang der Romantik, die „Det norske Selskab“ bald beherrschen sollte. Die Bindung an den dänischen König wurde bei ihm nicht in Frage gestellt. Er war konservativ und revolutionäre Ideen waren ihm fremd. Der Dichter Henrik Arnold Wergeland berief sich auf ihn, als er den norwegischen Anteil an dänischsprachiger Dichtkunst reklamierte. Im gleichen Jahr verfasste er Kirchenlieder. Die Sammlung seiner Kirchenlieder war nach drei Glaubensartikeln unterteilt: „Gott als Vater, Schöpfer und Erhalter“ enthält die meisten Lieder. Diese schöpfungstheologische Thematik war ein wichtiges Thema der Aufklärungstheologie. Vier seiner Lieder wurden in das Evangelisch-christliche Gesangbuch von 1798 aufgenommen.
Charakteristisch für die Geistlichen seiner Zeit, die in der Aufklärungstradition standen, war, dass sie auch gesellschaftlichen Nutzen bringen wollten. Sie wollten Volksaufklärer und Volkslehrer sein. In diesem Geist schrieb Zetlitz Læse-Bog for fremvoxende Bønder-Børn (Lesebuch für heranwachsende Bauernkinder).

## Werke in Auswahl
- Poesier. Første Samling, Kopenhagen 1789
- Egenæs. Et Digt med Anmærkninger.
- Psalmer. Kopenhagen 1795
- Sange for den norske Bondestand
- En norsk Høst. Et Digt, Kopenhagen 1800
- Prædikener og Leilighedstaler (Predigten und Gelegenheitsreden). [postum] 1822
- Jens Zetlitz’s samlede Digte. 1825
- Reyse fra Stavanger til Wigedahl i Aaret 1800. Stavanger 1968